# Johnson v. M'Intosh
De zaak Johnson t. M'Intosh, 21 U.S. (8 Wheat.) 543 (1823), was een zaak voor het Hooggerechtshof van de Verenigde Staten waarin het Hof met een mijlpaalarrest oordeelde dat particuliere burgers geen grond konden kopen van Inheemse Amerikanen. Het Hof kwam tot dit besluit in een zaak waarin een van zijn voormalige rechters Thomas Johnson een stuk grond had gekocht van de inheemse Piankeshaw en op grond van deze koopovereenkomst koopman William M'Intosh van deze grond te verdrijven. M'Intosh had echter een concessie over de gronden verkregen van de Amerikaanse federale overheid.
Deze zaak is een van de bekendste en meest invloedrijke zaken van het Marshall Court en wordt zowat in alle rechtenfaculteit in de Verenigde Staten onderwezen aan de eerstejaarsstudenten. Marshall's prozaïsche arrest legde de grondslagen van de doctrine van de inheemse titel in de Verenigde Staten en de daarmee verwante ontdekkingsdoctrine. Het arrest spreekt zich echter niet uit over de geldigheid van de titel van M'Intosh, noch over de eigendomsrechten van de Piankeshaw.
Nog steeds verwijzen federale en statelijke rechtbanken naar deze zaak in rechtspraak over geschillen omtrent de grondeigendom van Inheemse Amerikanen. Net zoals in deze zaak draaien zulke geschillen vaak tussen twee niet-inheemse partijen, waarbij de ene partij zich beroept op een titel die uitgaat van een federale of statelijke overheid en de andere partij zich beroept op een titel die dateert van voor het vestigen van de Amerikaanse rechtsmacht in dat gebied.
Soortgelijke uitspraken komen bovendien voor in de rechtspraak van Australië, Canada en Nieuw-Zeeland. De eerste Amerikaanse zaak waarbij een inheems volk zijn zaak voor het Hooggerechtshof bepleitte volgde in 1831 in de zaak Cherokee-natie t. Georgia.

## Feiten
Thomas Johnson, ooit een van de eerste rechters in het Hooggerechtshof dat nu zijn zaak zou beoordelen, kocht in 1773 en 1775 gronden van de inheemse Piankeshaw. De eisers in deze zaak waren de erfgenamen van de in 1819 overleden Johnson, die na zijn dood ook de betrokken gronden hadden verworven. De verweerder was William M'Intosh, een bonthandelaar. Hij had na Johnsons aankoop van de Amerikaanse federale overheid een concessie verworven, deels op dezelfde gronden.
De erfgenamen van Johnson stelden vervolgens voor de federale rechtbanken van Illinois een vordering tot verdrijving in tegen M'Intosh en voerden aan dat hun eigendomsrechten verworven door de aankoop door Johnson prevaleerden. De vordering werd evenwel afgewezen met het oordeel dat de Piankeshaw niet het recht hadden om hun gronden aan Johnson te verkopen.

## Oordeel van het Hof
Opperrechter John Marshall schreef het arrest van het Hof en werd daarin unaniem bijgetreden door de overige rechters. De vordering van de erfgenamen van Johnson werd afgewezen. In het arrest wijdde Marshall uit over de geschiedenis van de Europese ontdekkingsreizen naar Amerika en de Amerikaanse kolonies. Hij richtte zich daarbij in het bijzonder op de manier waarop Europese mogendheden land verwierven van de inheemse bewoners. Vervolgens bakende de opperrechter de krijtlijnen af van de zogenaamde ontdekkingsdoctrine, waarbij de Europese kolonisator door het verwerven van soevereiniteit over een bepaald gebied een titel verkrijgt over de gebieden die men ontdekt. Daaruit volgt dat de 'ontdekkende' mogendheid het exclusieve recht verwerft om de inheemse bevolking het recht te ontnemen om in het ontdekte gebied te verblijven. Vervolgens argumenteerde Marshall dat nadat de Verenigde Staten zich onafhankelijk verklaarden van het Verenigd Koninkrijk, de Amerikaanse overheid het koloniaal recht van voorkoop over de inheemse gronden heeft overgenomen. Het resultaat hiervan is dat de verkoop van gronden door Inheemse Amerikanen enkel geldig is als deze worden verkocht aan de Amerikaanse overheid en niet aan particulieren.

## Gevolgen
Als gevolg van deze uitspraak ontstond er een monopsonie, waarbij de Amerikaanse overheid de enige koper werd van inheemse gronden. Hierdoor ontstond er geen opbod tussen kolonisten en kon de overheid de gronden steeds kopen aan de laagst mogelijke prijs.